# Jean de Saint-Thomas
Jean de Saint-Thomas (Joannes a S. Thoma), né à Lisbonne le 9 juin 1589 et mort à Fraga (en Aragon) le 17 juin 1644, est un théologien et philosophe scolastique espagnol spécialiste de saint Thomas d'Aquin.

## Biographie
Il naît dans une famille aisée d'un père français des Flandres du nom de Poinsot (secrétaire d'Albert d'Autriche, gouverneur des Pays-Bas) et d'une mère portugaise. Il poursuit jeune ses études à Coimbra, dont il reçoit le titre de Magister Artium en 1605, puis en 1607 à Louvain, où il obtient le titre de bachelier en théologie (1608). Il entre à l'âge de vingt-trois ans chez les dominicains au couvent Sainte-Marie d'Atocha près de Madrid et devient 'lector artium', puis 'studiorum magister'. En 1620, il passe lecteur de théologie à Plasencia, et en 1625, il devient le recteur du collège dominicain auprès de l'université d'Alcalá, où il enseignera jusqu'à sa mort. Il y eut notamment pour élève le philosophe cistercien Juan Caramuel y Lobkowitz qui aimait à le louer pour sa piété et son érudition. En 1627, il est également élu qualificateur du Conseil suprême de l'Inquisition espagnole. En 1630, il est élu à la chaire de vêpres "de Lerma", et en 1641 il est promu à la chaire matinale "de Lerma". Il doit toutefois quitter l'enseignement et partir pour Madrid en 1643, où il est appelé à devenir le confesseur de Philippe IV,,,. Il meurt en accompagnant la cour lors du siège de Lérida.
Il est considéré comme le dernier des grands commentateurs classiques de saint Thomas d'Aquin, de l'École de Salamanque, notamment par son Cursus philosophicus thomisticus (1637) et son Cursus theologicus thomisticus (1643). Il est aussi l'auteur d'un traité sur Les Dons du Saint-Esprit, traduit en 1930 en français par Raïssa Maritain. Jacques Maritain et d'autres intellectuels du néothomisme ont fait redécouvrir Jean de Saint-Thomas dans les années 1930. Ses écrits de logique, qui affinent considérablement la sémiotique et la linguistique médiévale, ont récemment retenu toute l'attention des sémiologues.

## Publications

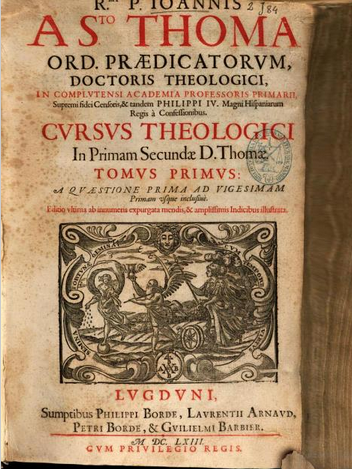
Cursus theologici (éd. 1663)

- (la) Joannes a S. Thoma, O. P., Cursus philosophicus thomisticus, Paris: Ludovicus Vivès, éd. 1883. Volumes 1, 2, et 3 gratuits en ligne
- (la) Joannes a S. Thoma, O. P., Cursus theologici ou Cursus theologicus thomisticus, Paris, Rome: Desclée de Brouwer, éd. 1931-1964. 5 volumes. Volumes 1, 2a, et 2b d'une autre édition gratuits en ligne.
- (es) Misterios del Santo Rosario y modo de ofrecerle, Alcalá, 1644.
- (es) Práctica y consideración para ayudar a bien morir, Alcalá, 1645.
- (es) Breve tratado y muy importante para saber hacer una confesión general, Madrid, 1644.
- Les Dons du Saint-Esprit, 1re éd. fr. 1930 (traduit en français par Raïssa Maritain), préface du R.P. Garrigou-Lagrange O. P., 2e éd. Paris, Téqui, 1950, 3e éd. 1997, préface du P. Jean-Miguel Garrigues O. P.